# Tatjana Soldo
Tatjana Soldo, slovenska pesnica, * 6. julij 1962, † 28. maj 1992.
Tatjana Soldo je začela pesmi pisati že zgodaj, prve objave pa so sledile leta 1991 v revijah Primorska srečanja, Mentor in Reviji 2000. V življenju ni izdala nobene knjižne zbirke, sta pa po njenem samomoru posthumno izšli dve zbirki njenih pesmi; Posvetitve (1994) ter Jezik razžarjenih trav (2005). 